# Cyrtinus granulifrons
Cyrtinus granulifrons es una especie de escarabajo longicornio del género Cyrtinus, tribu Cyrtinini, orden Coleoptera. Fue descrita científicamente por Howden en 1970.

## Descripción
Mide 2,3-2,4 milímetros de longitud.

## Distribución
Se distribuye por Jamaica.